# Gmina Elk (hrabstwo Buena Vista)

Położenie Gminy Elk w hrabstwie Buena Vista

Gmina Elk (ang. Elk Township) – gmina w USA, w stanie Iowa, w hrabstwie Buena Vista. Według danych z 2000 roku gmina miała 223 mieszkańców.